# 64 (журнал)
«64» — популярный шахматный журнал; орган шахматной секции Всесоюзного совета физической культуры (ВСФК) при ЦИК СССР и шахматного бюро ВЦСПС. Основан в сентябре 1924 по решению 3-го Всесоюзного шахматного съезда. Редактор — Н. Крыленко (1924—1935). 
Сыграл важную роль в пропаганде шахмат в стране, особенно среди рабочих, становлении и развитии советского шахматного движения, претворении в жизнь лозунгов, провозглашённых съездом: «Шахматы — могучее орудие интеллектуальной культуры!», «Дорогу шахматам в рабочую среду!». 
Выходил в Москве (1924—1935) под разными названием: 
- «64» (1924);
- «64. Шахматы и шашки в рабочем клубе» (1925—1930);
- «64. Шахматы в рабочем клубе» (1931—1932);
- «64. Шахматы и шашки в массы» (февраль 1932 — июнь 1935).

Периодичность: 
- 1924—1929 — двухнедельное издание (1924 — 7 номеров; 1925—1929 — по 24);
- 1930 — ежедекадник (январь — ноябрь — 30 номеров);
- 1931 — двухнедельник (24);
- 1932—1935 — ежемесячник (1932—1934 — по 12; январь — июнь 1935 — 6).

В июле 1935 реорганизован в массовую шахматно-шашечную газету, получившую название «64. Шахматно-шашечная газета».